# Martin Valihora

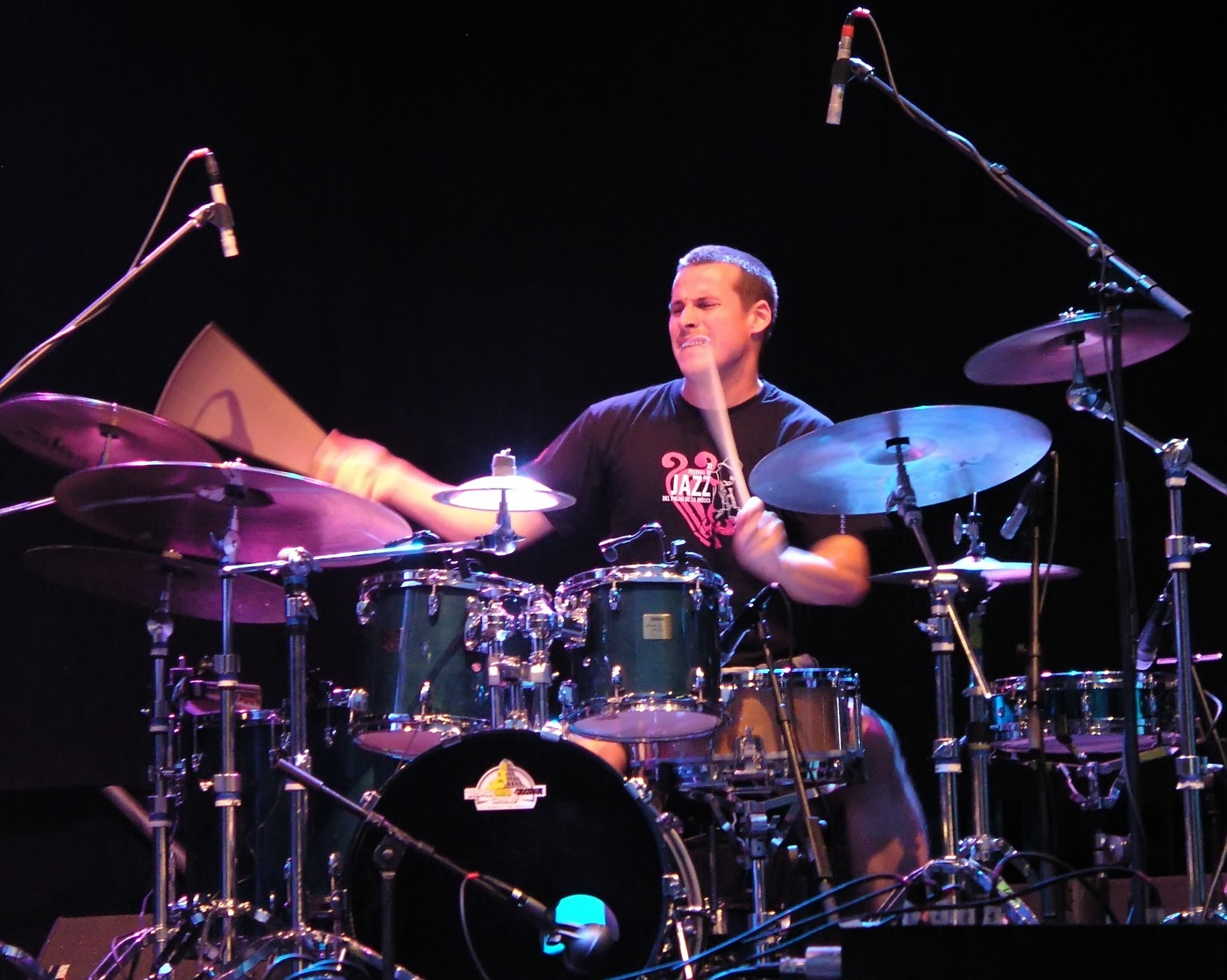
Martin Valihora (2007)

Martin Valihora (* 4. Mai 1976 in Bratislava) ist ein slowakischer Jazzmusiker (Schlagzeug und Perkussion).

## Leben und Wirken
Valihora lernte als Zehnjähriger zunächst Klavier, wechselte aber dann zum Schlagzeug, auf dem er Privatunterricht durch Oldo Petráš erhielt. Zwischen 1990 und 1992 studierte er Schlagwerk am Konservatorium seiner Geburtsstadt bei Marián Zajaček. Valihora war dann in zahlreichen slowakischen Pop-, Rock- und Jazzbands aktiv, etwa bei IMT Smile, dem Collegium Musicum, Midi, Prúdy, Fermáta oder dem Quartett von Gabo Jonáš.
Mit einem Stipendium studierte er dann am Berklee College of Music in Boston. Ab 2004 arbeitete er mit der Pianistin Hiromi Uehara, mit der er drei Alben vorlegte. Seit 2013 gehört er zum Trio Depart. Daneben leitet er ein eigenes Trio, zu dem zunächst der Keyboarder István Oláh sowie der Bassist Juraj Griglák und später Vardan Ovsepian sowie Daniele Camarda gehörten. Er ist auch auf Alben mit Tony Grey, David Stein, IMT Smile und Fermáta zu hören.

## Diskographische Hinweise
- Dan Brantigan Quartet Becoming (Silent Medicine 2004)
- Sebastian Noelle, Rainer Böhm, Panagiotis Andreou, Martin Valihora: Secret Sound Nation (Nolimit Records 2004)
- Oskar Rózsa Trio The Universal Cure (Hevhetia 2007)
- Depart Refire (Intakt 2014)